# Lista modificărilor pe harta politică a lumii
Mai jos este o listă cronologică a evenimentelor politice sau geologice, care ar modificat harta lumii. Modificările includ, de obicei, (dar nu sunt limitate la) modificarea frontierelor, crearea și căderea națiunilor, schimbările de nume geografice, precum și unele dezastre naturale neobișnuit de distructive. Prin cunoașterea acestor date și evenimente, un an aproximativ și vârsta hărții lumii ar putea fi calculată și estimată. 

## Secolul XXI

### Anii 2010

#### 2015
- 6 iunie — Un acord între guvernele Indiei ș Bangladeshului a rezolvat problema a câteva enclave indo-bengale, simplificând astfel granița lor în schimbul a 162 de enclave.[1]
- 21 martie — După războiul din Yemen, capitala Yemenului este deplasată temporar de la Sana'a la Aden.

#### 2014
- 18 martie — Peninsula Crimeea este anexată de către Rusia ca două entități separate, orașul federal Sevastopol și Republica Crimeea[2] devenind a 84 și a 85 subiecte federale ale Rusiei. Acest lucru nu este recunoscut de majoritatea țărilor și de multe ori nu e reflectat pe hărți.
- 17 martie — Republica Autonomă Crimeea și orașul Sevastopol își declară independența față de Ucraina ca Republica Crimeea,[3][4] o mișcare declarată ilegală de către Ucraina și o majoritate a comunității internaționale, deși cu o recunoaștere din Rusia.[5]
- 27 ianuarie — Disputa maritimă chileano-peruană este în final rezolvată.[6]

#### 2013
- 24 octombrie — Republica Capului Verde își schimbă numele în Republica Cabo Verde.
- 28 septembrie — Statele Federate Unite al Republicii Bangsamoro pierde tot teritoriul odată cu pierderea orașului Zamboanga care nu au fost niciodată recunoscute de către orice altă țară.
- 12 august — Statele Federate Unite al Republicii Bangsamoro își declară independența de Filipine și pretinde Malaezia de Est.
- 16 aprilie — Disputa de frontieră dintre Niger și Burkina Faso este în final rezolvată, rezultat făcându-se modificări minore la granița recunoscută anterior.
- 7 ianuarie — Congresul Național Libian schimbă numele țării din Libia în Statul Libian care vor fi utilizate până la adoptarea unei noi constituții.

#### 2012
- 29 noiembrie — Palestina a devenit, în urma unui vot al Adunării Generale, stat observator la Organizația Națiunilor Unite. Rezoluția care transformă "entitatea" palestiniană într-un "stat observator nemembru" a fost adoptată cu o majoritate confortabilă, dar nu zdrobitoare, de 138 de voturi pentru, nouă împotrivă și 41 de abțineri.[7]
- 19 noiembrie — Hotărârea CIJ privind disputa maritimă dintre Nicaragua și Columbia.[8]
- 12 iulie — Statul Azawad este preluat de Ansar Dine, un grup islamist care are scopul pentru stabilirea statului Mali ca stat islamist, făcându-l să-l ia înapoi de către Mali.
- 6 aprilie — Statul Azawad își declară față indepedența de Mali în urma Rebeliunii tuarege din 2012, preluând nordul Maliului și rămâne nerecunoscut.[9]
- 1 ianuarie — Cu noua sa Constituție intrată în vigoare, Republica Ungaria este denumită Ungaria.[10]

#### 2011
- 31 decembrie — Samoa și Tokelau își comută la partea de vest a liniei internaționale de schimbare a datei fiind nevoiți să renunțe în întregime la ziua de 30 decembrie.
- 23 octombrie — Marea Jamahirie Arabă Socialistă Populară Libiană este preluată oficial de Consiliul Național de Tranziție, ca Libia
- Bătălia pentru Tripoli, parte a războiului civil libian:
  - 1 septembrie — Datorită pierderii orașului Tripoli pe 27 august, Jamahiriya Arabă Libiană mută capitala de la Tripoli la Sirt.
  - 27 august — Consiliul Național de Tranziție preia Tripoli, trecînd capitala de la Benghazi la Tripoli.
- 9 iulie — Republica Sudanul de Sud se declară indepedentă, se separă de Sudan și se declară stat suveran.

- 27 februarie — După Războiul Civil Libian început pe 15 februarie, Consiliul Național de Tranziție a fost format pentru a acționa ca "fața politică a revoluției", bazat în Benghazi.[11]
- 2 februarie — Republica Insulelor Fiji își schimbă numele în Republica Fiji.
- 11 ianuarie — China a primit 1158 km2 de la Tadjikistan după ratificarea finală a unui tratat[12]

In anul 2011 s-au stabilit o graniță pentru a separa noul stat numit Sudanul de Sud (in Africa )de Sudan

#### 2010
- 21 octombrie — Uniunea Myanmar își schimbă numele în Republica Uniunea Myanmar

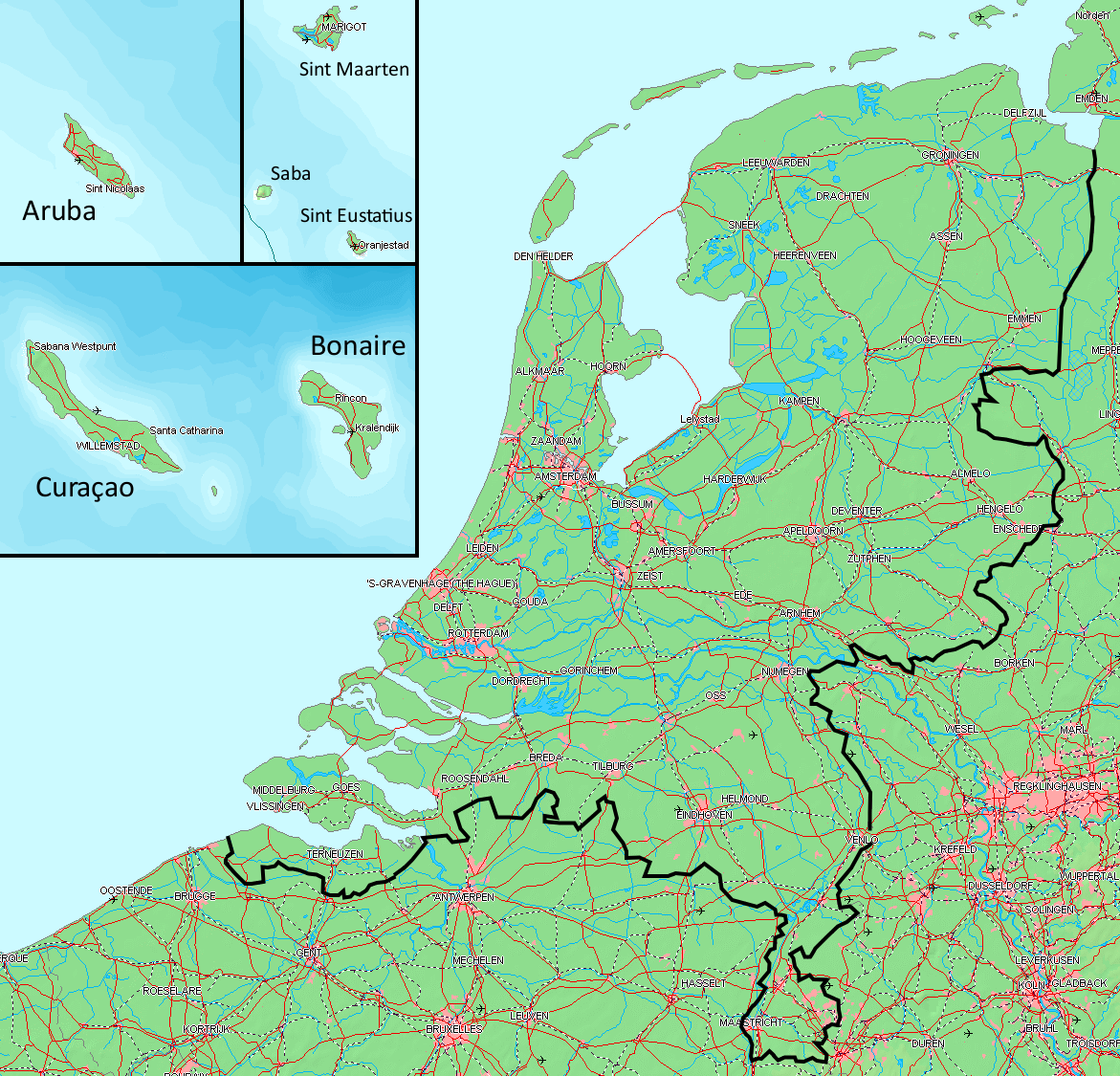
Fostele Insulele Antilele Olandeze

- 10 octombrie — Antilele Olandeze se disolvă, cu Sint Maarten și Curaçao devenind state independente în componența Regatului Țărilor de Jos. Iar Bonaire, Saba și Sint Eustatius devenind municipii speciale în cadrul Țărilor de Jos

### Anii 2000

#### 2009
- 4 noiembrie — Slovenia și Croația au ajuns la un acord prin care iși vor prezenta argumentele proprii privind disputa lor teritorială în fața unui tribunal de arbitraj de la Haga. Disputa teritorială dintre cele două țări se refera la 13 kilometri pătrați de teritoriu nelocuit si la accesul maritim al Sloveniei in apele internaționale din Golful Piran.
- 1 septembrie — Insula Sfânta Elena și Depedențele este denumită în Sfânta Elena, Ascension și Tristan da Cunha.
- 16 martie–21 martie — O serie de erupții vulcanice subacvatice au creat o nouă suprafață în mare în apropiere de insula Hunga Tonga.[13]
- 7 februarie — Republica Bolivia este denumită în Statul Plurinațional al Boliviei.

#### 2008

Recunoscute de Rusia, Nicaragua, Venezuela și Nauru.

- 25 august — Abhazia și Osetia de Sud sunt recunoscute de Rusia ca independente, și nu sub suveranitatea Georgiei.
- 14 august — Peninsula Bakassi este transferată de la Nigeria la Camerun, ca urmare a unei decizii a Curții Internaționale de Justiție.
- 28 mai — Statul Nepal este denumit în Republica Federală Democratică Nepal.

     Kosovo
     Statele care recunosc oficial Kosovo ca independent 
     Statele care nu recunosc Kosovo ca independent.

Harta statelor care au recunoscut independența Kosovo
Kosovo
Statele care recunosc oficial Kosovo ca independent
Statele care nu recunosc Kosovo ca independent.

- 17 februarie — Republica Kosovo se declară indepedentă față de Serbia cu o recunoaștere internațională parțială.

#### 2007
- 22 octombrie — Republica Muntenegru este denumită în Muntenegru.
- 15 ianuarie — Regatul Nepal este denumit în Statul Nepal.

#### 2006
- 7 octombrie — Capitala Statului Palau este schimbată de la Koror la Ngerulmud.
- 8 iunie — Serbia și Muntenegru se dizolvă în două state separate: Republica Serbia și Republica Muntenegru.

#### 2005
- 6 noiembrie — Capitala statului Myanmar este mutată de la Yangon la Naypyidaw.
- August — Israel se retrage în mod unilateral din Fâșia Gaza.

#### 2004
- 26 iunie — Statul Islamic de Traziție al Afghanistanului este denumit în Republica Islamică Afganistan.

#### 2003

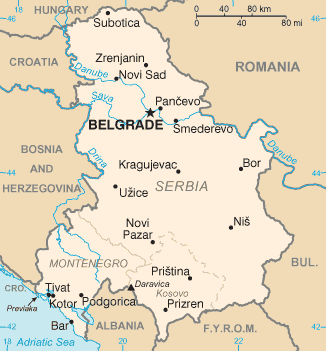
Harta Serbiei și Muntenegru

- 26 mai — Republica Rwandesă este denumită în Republica Rwanda.
- 4 februarie — Republica Federală Iugoslavia este reconstituită din Uniunea statală Serbia și Muntenegru.

#### 2002

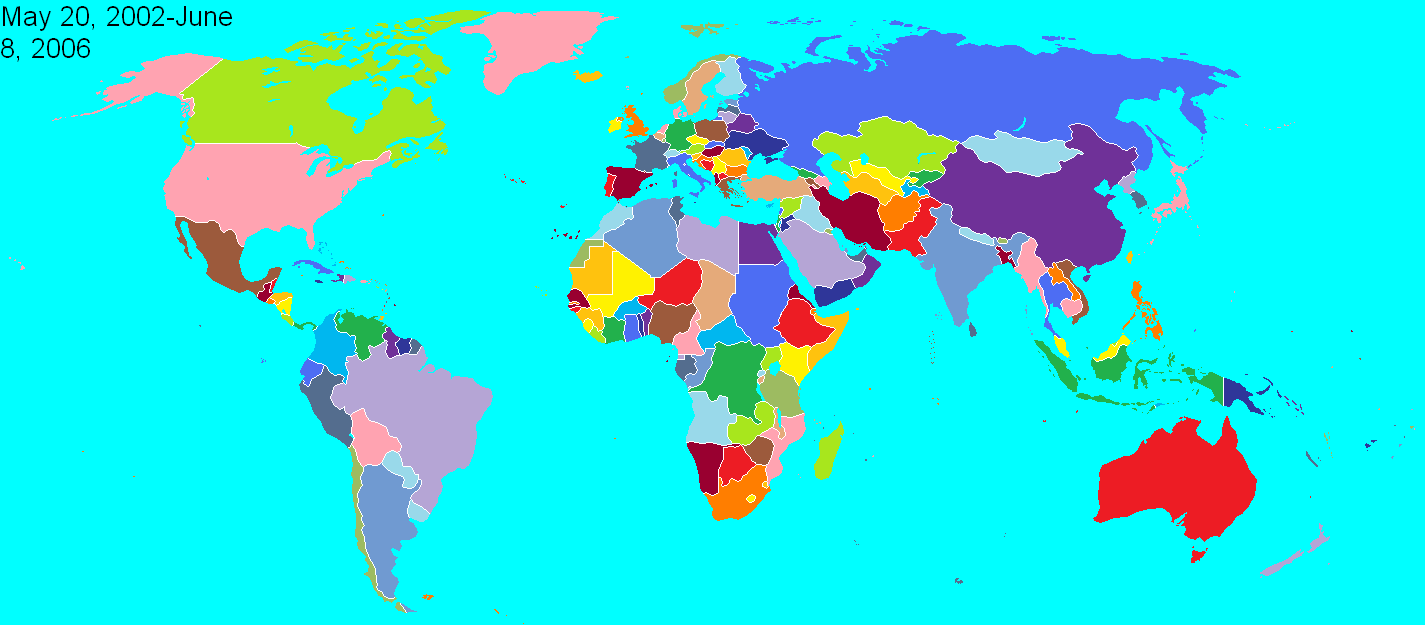
Timorul de Est își declară independența față de Indonezia

- 13 iunie — Statul Islamic Afganistan este denumit Statul Islamic de Traziție al Afghanistanului.
- 20 mai — Timorul de Est se declară indepedent față de Indonezia.
- 10 martie — Statul Anjouan și Republica Democratică Mohéli sunt preluate de Comore.
- 14 februarie — Statul Bahrain este denumit Regatul Bahrain.

## Secolul XIX

### Anii 1860

#### 1869
- 1 iulie — În Norvegia se formează comuna Kvalsund

#### 1864
- 1 ianuarie — Se formează mai multe comune în Norvegia: Tana, Nesseby

#### 1861
- 1 iulie — În Norvegia se formează comuna Nordkapp

### Anii 1850

#### 1858
- 1 iulie — În Norvegia se formează comuna Sør-Varanger

#### 1851
- În Norvegia se formează comuna Kautokeino

### Anii 1830

#### 1838
- 1 ianuarie — Se formează mai multe comune în Norvegia: Vadsø, Vardø, Porsanger, Måsøy, Lebesby